# La camisa negra
Pour les articles homonymes, voir La Camisa Negra.
La camisa negra (la chemise noire) est une chanson et le troisième titre de l'album Mi sangre du chanteur colombien Juanes. Elle sortit en Europe le 25 janvier 2005, puis fut republiée en 2006. 
La camisa negra est une fusion entre la musique carrangera qui appartient au folklore du département colombien d'Antioquia et la pop latino. Ce thème musical devient rapidement un vrai succès au niveau mondial, arrivant au top des hit-parades européens.
En Allemagne, ce titre devient le single latino le plus vendu en dépassant La tortura de la populaire Shakira. Dans ses paroles, il reproche à sa petite amie de ne plus l'aimer ; il a une chemise noire, parce que son âme est triste.

## Utilisation dans d'autres œuvres
Juanes interprète la chanson dans le film Les Oubliées de Juarez avec Jennifer Lopez et Antonio Banderas.